# Такежанов, Саук Темирбаевич
Саук Темирбаевич Такежанов (каз. Сауық Темірбайұлы Тәкежанов; 18 ноября 1931 — 20 августа 2003; Астана) — государственный и промышленный деятель Казахстана, ученый в области цветной металлургии. Заслуженный металлург Казахской ССР, лауреат Государственной премии СССР (1985).

## Биография
Родился в 1931 году в Казахской ССР. Происходит из подрода тока рода куандык племени аргын. Член КПСС.
С 1956 года — на хозяйственной, общественной и политической работе. В 1956—2003 гг. — работник завода, мастер, заместитель начальника цеха, начальник цеха, заместитель главного инженера, главный инженер Усть-Каменогорского свинцово-цинкового комбината, заместитель министра, министр цветной металлургии Казахской ССР, заместитель председателя Совета Министров Казахской ССР, министр цветной металлургии Казахской ССР, генеральный директор производственного объединения свинцово-цинковых предприятий «Казсвинец», президент промышленно-финансовой компании АО «Казметалл»
За разработку и внедрение экстракционных процессов, обеспечивших повышение комплексности использования полиметаллического сырья, и создание на УКСЦК имени В. И. Ленина производства редких металлов был в составе коллектива удостоен Государственной премии СССР в области техники 1985 года.
Избирался депутатом Верховного Совета Казахской ССР 7-12-го созыва.
Умер в Астане в 2003 году.

## Награды
- 1963 — Орден Трудового Красного Знамени;
- 1966 — Орден Ленина;
- 1970 — Заслуженный изобретатель Казахской ССР;
- 1971 — Орден Трудового Красного Знамени;
- 1972 — Заслуженный металлург Казахской ССР;
- 1976 — Орден Трудового Красного Знамени;
- 1980 — Орден Трудового Красного Знамени;
- 1985 — Государственная премия СССР;
- 1997 (10 декабря) — Указом президента РК награждён орденом «Курмет»;